# Fekete és kék
A Fekete és Kék (eredeti cím: Black and Blue) 2019-ben bemutatott amerikai akció-thriller, amelynek rendezője Deon Taylor, forgatókönyvírója Peter A. Dowling. A főszerepet Naomie Harris, Tyrese Gibson, Frank Grillo, Mike Colter, Reid Scott és Beau Knapp alakítja.
Az Amerikai Egyesült Államokban 2019. október 25-én mutatták be, Magyarországon DVD-n jelent meg szinkronizálva 2020 júniusában.

## Cselekmény
Alicia West (Naomie Harris), az amerikai hadsereg veteránja visszatér szülővárosába, New Orleansba, ahol a városi rendőrséghez toborozzák. Új partnere, Kevin Jennings (Reid Scott) emlékezteti Aliciát a közösségben való életmód különbségeiről.
Annak érdekében, hogy Jennings szabadságra megy, hogy együtt lehessen feleségével és kislányával, West kettős műszakban veszi át a helyét egy másik rendőrrel, Brownnal. Hamarosan a műszak közepén hívást kapnak és egy elhagyatott épülethez mennek, ám Brown megparancsolja Westnek, hogy várjon a kocsiban. Alicia hallja, hogy az épületből lövöldöznek (ahová Brown bement), majd Glock-pisztollyal és testkamerával felszerelt mellénnyel utánamegy. Odabenn Alicia tanúja lesz annak, hogy Terry Malone nyomozó (Frank Grillo) és a társa kábítószer-gyilkosságot követnek el. Amikor Malone megpróbálja elmagyarázni neki a helyzetet, a másik férfi, Smitty (Beau Knapp) pánikba esik az Alicián lévő testkamerától, ezért lelövi őt, melytől a nő a földszintre esik
A sebesült Alicia elmenekül, miközben Malone és az emberei követni kezdik őt. Amikor egy rendőrtiszt megérkezik, Alicia rájön, hogy együtt dolgozik Terry-vel, ezért arra kényszerül, hogy a közösség egyik tagja, Milo Jackson (Tyrese Gibson) üzletében elrejtőzzön, aki hajlandó elbújtatni.

## Szereposztás
| Szerep               | Színész          | Magyar hang     |
| -------------------- | ---------------- | --------------- |
| Alicia West          | Naomie Harris    | Németh Borbála  |
| Milo "Mouse" Jackson | Tyrese Gibson    | Varga Gábor     |
| Terry Malone         | Frank Grillo     | Kárpáti Levente |
| Darius Tureau        | Mike Colter      | Varga Rókus     |
| Kevin Jennings       | Reid Scott       | Széles Tamás    |
| Smitty               | Beau Knapp       | Baráth István   |
| Missy                | Nafessa Williams | Laurinyecz Réka |
| Deacon Brown         | Frankie Smith    | Kőszegi Ákos    |
| Jamal                | Carsyn Taylor    |                 |